# Raorchestes thodai
Raorchestes thodai es una especie de anfibio anuro de la familia Rhacophoridae.

## Distribución geográfica
Esta especie es endémica de Tamil Nadu en la India. Habita a 1980 m sobre el nivel del mar en el distrito de Nilgiris en Ghats occidentales.

## Descripción
El holotipo de Raorchestes thodai, de un macho adulto, mide 34 mm. Su dorso es de color amarillo dorado teñido de verde claro. Su superficie ventral es de color amarillo claro con manchas oscuras.

## Etimología
El nombre de la especie, thodai, se le dio en honor a la comunidad thoda que se encuentra en Nîlgîri en Tamil Nadu.

## Publicación original
- Zachariah, Dinesh, Kunhikrishnan, Das, Raju, Radhakrishnan, Palot &, Kalesh, 2011: Nine new species of frogs of the genus Raorchestes (Amphibia: Anura: Rhacophoridae) from southern Western Ghats, India. Biosystematica, vol. 5, p. 25-48[3]